# Estadio Rommel Fernández
Estadio Rommel Fernández to wielofunkcyjny stadion znajdujący się w stolicy Panamy, mieście Panama. Nazwany imieniem znanego panamskiego piłkarza Rommel Fernándeza, który zginął w wypadku samochodowym. Na tym stadionie swoje mecze rozgrywa reprezentacja Panamy w piłce nożnej. Stadion może pomieścić 32 000 widzów.